# الوكالة العالمية لمكافحة المنشطات
الوكالة العالمية لمكافحة المنشطات (بالإنجليزية: World Anti-Doping Agency)‏ هي مؤسسة تأسست من خلال مبادرة جماعية بقيادة اللجنة الأولمبية الدولية. تم تشكيلها في 10 نوفمبر 1999 في لوزان السويسرية ويقع مقرها في مونتريال، كيبك في كندا منذ عام 2002.

## التاريخ
الوكالة العالمية لمكافحة المنشطات هي مؤسسة تم إنشاؤها من خلال مبادرة جماعية بقيادة اللجنة الأولمبية الدولية (IOC). تم إنشاؤه في 10 نوفمبر 1999 في لوزان، سويسرا، نتيجة لما يسمى «إعلان لوزان»، لتعزيز وتنسيق ومراقبة مكافحة المخدرات في الرياضة. منذ عام 2002، يقع المقر الرئيسي للمنظمة في مونتريال، كيبيك، كندا. أصبح مكتب لوزان المكتب الإقليمي لأوروبا. وقد تم إنشاء مكاتب إقليمية أخرى في أفريقيا وآسيا / أوقيانوسيا وأمريكا اللاتينية. الوكالة العالمية لمكافحة المنشطات مسؤولة عن الكود العالمي لمكافحة المنشطات، التي اعتمدتها أكثر من 650 منظمة رياضية، بما في ذلك الاتحادات الرياضية الدولية، والمنظمات الوطنية لمكافحة المنشطات، واللجنة الأولمبية الدولية، واللجنة البارالمبية الدولية. اعتبارًا من عام 2020، رئيسها هو ويتولد بانكا.
تم تمويلها في البداية من قبل اللجنة الأولمبية الدولية، تتلقى الوكالة العالمية لمكافحة المنشطات نصف متطلبات الميزانية منها، بينما يأتي النصف الآخر من مختلف الحكومات الوطنية. تتكون هيئاتها الإدارية أيضًا في أجزاء متساوية من ممثلين عن الحركة الرياضية (بما في ذلك الرياضيون) وحكومات العالم. تشمل الأنشطة الرئيسية للوكالة البحث العلمي والتعليم وتطوير قدرات مكافحة المنشطات ومراقبة المدونة العالمية لمكافحة المنشطات.

## اللجنة التنفيذية
| التعيين     | الإسم             | الدول          |
| ----------- | ----------------- | -------------- |
| الرئيس      | ويتولد باتشكا     | بولندا         |
| نائب الرئيس | يانغ يانغ         | الصين          |
| أعضاء       | Jiří Kejval       | جمهورية التشيك |
| أعضاء       | Danka Barteková   | سلوفاكيا       |
| أعضاء       | Uğur Erdener      | تركيا          |
| أعضاء       | Ingmar De Vos     | بلجيكا         |
| أعضاء       | Amira El Fadil    | السودان        |
| أعضاء       | Nenad Lalovic     | صربيا          |
| أعضاء       | Richard Colbeck   | أستراليا       |
| أعضاء       | Kameoka Yoshitami | اليابان        |
| أعضاء       | Dan Kersch        | لوكسمبورغ      |
| أعضاء       | Andrea Sotomayor  | الإكوادور      |

## قانون مكافحة المنشطات العالمي
القانون العالمي لمكافحة المنشطات هو وثيقة نشرتها الوكالة العالمية لمكافحة المنشطات وقعت عليها 700 منظمة رياضية في جميع أنحاء العالم. المدونة «تنسق سياسات وقواعد وأنظمة مكافحة المنشطات داخل المنظمات الرياضية وبين السلطات العامة» لغرض «حماية الحق الأساسي للرياضيين في المشاركة في رياضة خالية من المنشطات». تم استكمال الكود بثمانية دولية نشرتها الوكالة العالمية لمكافحة المنشطات والتي تغطي موضوعات المواد المحظورة، والاختبارات والتحقيقات، والمختبرات، وإعفاءات الاستخدام العلاجي، وحماية الخصوصية والمعلومات الشخصية، وامتثال الكود من قبل الموقعين، والتعليم، وإدارة النتائج. دخلت أحدث نسخة من المدونة حيز التنفيذ في 1 يناير 2021.
في عام 2004، تم تنفيذ القانون العالمي لمكافحة المنشطات من قبل المنظمات الرياضية قبل الألعاب الأولمبية في أثينا، اليونان. في نوفمبر 2007، اعتمدت أكثر من 600 منظمة رياضية (اتحادات رياضية دولية، ومنظمات وطنية لمكافحة المنشطات، واللجنة الأولمبية الدولية، واللجنة البارالمبية الدولية، وعدد من الاتحادات المهنية في مختلف دول العالم) بالإجماع مدونة منقحة في المؤتمر العالمي الثالث حول تعاطي المنشطات في الرياضة، يدخل حيز التنفيذ في 1 يناير 2009.
في عام 2013، تمت الموافقة على مزيد من التعديلات على القانون، مما أدى إلى مضاعفة العقوبة على الجريمة الأولى التي يتم فيها تحديد المنشطات المتعمدة، مع السماح بفرض عقوبات أكثر تساهلاً على انتهاكات القواعد غير المقصودة أو للرياضيين الذين يتعاونون مع وكالات مكافحة المنشطات. دخل الكود المحدث حيز التنفيذ في 1 يناير 2015.
في 16 نوفمبر 2017، بدأ مجلس إدارة الوكالة العالمية لمكافحة المنشطات عملية مراجعة الكود لعام 2021، والتي تضمنت أيضًا مراجعة متزامنة للمعايير الدولية. خلال هذا الوقت، أتيحت لأصحاب المصلحة فرص متعددة للمساهمة وتقديم توصيات حول كيفية زيادة تعزيز البرنامج العالمي لمكافحة المنشطات. بعد عملية المراجعة، تمت دعوة أصحاب المصلحة للتدخل علنًا بشأن المدونة والمعايير المقترحة خلال المؤتمر العالمي الخامس للوكالة بشأن تعاطي المنشطات في الرياضة في كاتوفيتشي، بولندا - وهي فرصة اغتنمت من قبل أكثر من 70 منظمة من أصحاب المصلحة - قبل المدونة وبالكامل. تمت الموافقة على مجموعة من المعايير من قبل مجلس إدارة المؤسسة واللجنة التنفيذية على التوالي.

## اتفاقية مجلس أوروبا لمكافحة المنشطات
تم فتح اتفاقية مكافحة المنشطات لمجلس أوروبا في ستراسبورغ للتوقيع في 16 ديسمبر 1989 كأول معيار قانوني متعدد الأطراف في هذا المجال. ووقعت عليه 48 دولة من بينها مجلس أوروبا والدول غير الأعضاء أستراليا وبيلاروسيا وكندا وتونس. الاتفاقية مفتوحة للتوقيع من قبل الدول الأخرى غير الأوروبية. لا تدعي أنها تنشئ نموذجًا عالميًا لمكافحة المنشطات، لكنها تحدد عددًا معينًا من المعايير واللوائح المشتركة التي تتطلب من الأطراف اعتماد تدابير تشريعية ومالية وتقنية وتعليمية وغيرها. وبهذا المعنى، تسعى الاتفاقية جاهدة لتحقيق نفس الأهداف العامة للوكالة العالمية لمكافحة المنشطات، دون أن تكون مرتبطة بها بشكل مباشرة.
الهدف الرئيسي للاتفاقية هو تعزيز التنسيق الوطني والدولي للتدابير التي يتعين اتخاذها لمكافحة المنشطات. علاوة على ذلك، تصف الاتفاقية مهمة فريق الرصد الذي تم تشكيله من أجل مراقبة تنفيذها وإعادة فحص قائمة المواد والأساليب المحظورة بشكل دوري والتي يمكن العثور عليها في مرفق بالنص الرئيسي. ودخل بروتوكول إضافي للاتفاقية حيز التنفيذ في 1 نيسان / أبريل 2004 بهدف ضمان الاعتراف المتبادل بضوابط مكافحة المنشطات وتعزيز تنفيذ الاتفاقية باستخدام نظام رقابة ملزم.

## قائمة الرؤساء
- ديك باوند (1999–2007)
- جون فاهي (2008–2013)
- كريغ ريدي (2014–الآن)[4]

## اقرأ أيضا
- غريغوري رودشينكوف

## وصلات خارجية
- الموقع الرسمي